# Tatiana Matvéyeva
Tatiana Matvéyeva –en ruso, Татьяна Матвеева– (Zimá, URSS, 26 de febrero de 1985) es una deportista rusa que compitió en halterofilia.
Ganó dos medallas en el Campeonato Mundial de Halterofilia, plata en 2006 y bronce en 2011, y seis medallas en el Campeonato Europeo de Halterofilia entre los años 2004 y 2011.

## Palmarés internacional
| Campeonato Mundial | Campeonato Mundial              | Campeonato Mundial | Campeonato Mundial |
| Año                | Lugar                           | Medalla            | Categoría          |
| ------------------ | ------------------------------- | ------------------ | ------------------ |
| 2006               | Santo Domingo (Rep. Dominicana) | Medalla de plata   | 69 kg              |
| 2011               | París (Francia)                 | Medalla de bronce  | 69 kg              |
| Campeonato Europeo |                                 |                    |                    |
| Año                | Lugar                           | Medalla            | Categoría          |
| 2004               | Kiev (Ucrania)                  | Medalla de plata   | 69 kg              |
| 2006               | Władysławowo (Polonia)          | Medalla de oro     | 69 kg              |
| 2007               | Estrasburgo (Francia)           | Medalla de plata   | 75 kg              |
| 2008               | Lignano Sabbiadoro (Italia)     | Medalla de plata   | 69 kg              |
| 2009               | Bucarest (Rumania)              | Medalla de bronce  | 69 kg              |
| 2011               | Kazán (Rusia)                   | Medalla de plata   | 69 kg              |